# Randonia somalensis
Randonia somalensis là một loài thực vật có hoa trong họ Resedaceae. Loài này được Schinz miêu tả khoa học đầu tiên năm 1895.